# 班布里奇号驱逐舰 (DD-1)
班布里奇号驱逐舰（USS Bainbridge (DD-1)）是美国海军第一艘驱逐舰，班布里奇级驱逐舰首舰，也是第二艘以此为名的美国海军舰只。其命名来源于美国海军军官威廉·班布里奇。

## 建造
该舰于1899年8月15日在宾夕法尼亚州費城的纳菲尔-利维船舶和引擎制造公司开工建造。1901年8月27日下水，下水仪式由伯特伦·格林夫人（美国海军准将威廉·班布里奇的曾孙女）主持。1902年11月24日美国海军上尉G·W·威廉姆斯就任舰长，在其指挥下该舰由费城拖拽至維吉尼亞州諾福克。1903年2月12日开始服役。

## 第一次世界大战之前
班布里奇号1903年12月23日从基韋斯特出发，经由苏伊士运河前往菲律宾群岛。1904年4月14日抵达甲米地。1904年至1917年间服务于亚洲舰队战列舰大队第一鱼雷中队，除了两次短期的外出执行任务（1907年1月17日至1908年4月24日以及1912年4月24日至1913年4月）。

## 第一次世界大战时期
1917年8月1日，班布里奇号离开甲米地前往埃及塞德港，于9月25日在此被编入美国海军舰队第二中队执行巡逻和护航任务直到1918年7月15日返回美国。8月3日抵达南卡罗来纳州查尔斯顿，参加舰队在大西洋沿岸的活动，直到1919年7月3日在费城退役。1920年1月3日被拆解出售。